# Samuel Hieronim Kociełł
Samuel Hieronim Kociełł herbu Pelikan (zm. 10 października 1685) – marszałek oszmiański w latach 1679–1685, podkomorzy oszmiański w latach 1666–1679, wojski starodubowski w latach 1652–1658, dozorca folwarków oszmiańskich w 1652 roku, pisarz skarbowy Wielkiego Księstwa Litewskiego w latach 1649–1666.
Poseł sejmiku wileńskiego powiatu starodubowskiegp na sejm wiosenny 1666 roku. Poseł sejmiku oszmiańskiego na sejm 1667 roku. Był posłem powiatu oszmiańskiego województwa wileńskiego na sejm nadzwyczajny 1672 roku.
Jako poseł na sejm konwokacyjny 1674 roku z powiatu oszmiańskiego był członkiem konfederacji generalnej zawiązanej 15 stycznia 1674 roku na tym sejmie. W 1674 roku był elektorem Jana III Sobieskiego z powiatu oszmiańskiego. Poseł na sejm koronacyjny 1676 roku z Oszmiany. Poseł na sejm 1677 roku  wyznaczony do Trybunału Skarbowego Wielkiego Księstwa Litewskiego. Poseł sejmiku oszmiańskiego na sejm 1678/1679, poseł na sejm 1681 roku. Poseł na sejm 1685 roku z powiatu oszmiańskiego.
Syn Hieronima i jego żony Ambrożewiczówny. Poślubił Annę Wonlar, z którą miał dzieci:
- Teresę za wojewodą mińskim Krzysztofem Despotem-Zenowiczem
- Michała Kazimierza, wojewodę trockiego
- Konstancję Annę I v. za chorążym oszmiańskim Jerzym Michałem Koziełł-Poklewskim II v. za podstolim wielkim litewskim Leonem Kazimierzem ks. Ogińskim III v.  za podstolim nowogrodzkim Felicjanem Lackim[9][10].